# Santa Maria del Rosario e San Pietro Chanel
Santa Maria del Rosario e San Pietro Chanel ou Capela de Nossa Senhora do Rosário e São Pedro Chanel, anteriormente conhecida como Santa Maria del Rosario di Pompei ("Igreja do Nossa Senhora do Rosário de Pompeia") ou Santissimo Rosario di Pompei, era uma igreja de Roma, Itália, localizada no rione Castro Pretorio, na via Cernaia. Era dedicada a Nossa Senhora do Rosário e uma igreja anexa da paróquia de Sacro Cuore di Gesù a Castro Pretorio. Atualmente é uma capela da paróquia de Sacro Cuore di Gesù a Castro Pretorio e é dedicada também a São Pedro Chanel.

## História
Esta igreja foi construída entre 1889 e 1898 com base num projeto do arquiteto Pio Piacentini. Na fachada estão inscritas as duas dedicações originais "Almae SS. Rosarii Reginae" e "Divae Virgini Sacra". 
A igreja apresenta uma coleção de vários elementos arquitetônicos que remetem aos estilos clássicos e românico.
Ao lado da igreja ficava a cúria provincial dos Padres Maristas e um internato internacional de estudantes. Segundo a Diocese de Roma, a igreja foi fechada em 2006 e não consta mais em seu site oficial.

## Domus Australia
O antigo convento foi depois restaurado como um hotel para peregrinos e visitantes australianos em Roma. A obra envolveu a restauração da igreja, que teve seu exterior completamente limpo e a decoração do interior, renovada. Novas obras de arte foram acrescentadas e, por ocasião da inauguração da nova capela, a dedicação foi alterada para Nossa Senhora do Rosário e São Pedro Chanel (o primeiro mártir da Oceania).
O complexo, chamado Domus Australia, foi reaberto em 2011. 